# NGC 7819
NGC 7819 este o galaxie situată în constelația Pegas. A fost descoperită în 26 octombrie 1872 de către Ralph Copeland⁠(d). Se află la o distanță de 42,07 de megaparseci de Pământ.